# Atarba (Atarba) apache
Atarba (Atarba) apache is een tweevleugelige uit de familie steltmuggen (Limoniidae). De soort komt voor in het Nearctisch gebied.